# Nyctemera regalis
Nyctemera regalis är en fjärilsart som beskrevs av Walter Karl Johann Roepke. Nyctemera regalis ingår i släktet Nyctemera och familjen björnspinnare. Inga underarter finns listade i Catalogue of Life.